# Moniek Tenniglo
Moniek Tenniglo (Albergen, Tubbergen, 2 de maig de 1988) és una ciclista neerlandesa professional des del 2014 i actualment a l'equip WM3 Pro Cycling.

## Palmarès
- 2015
  - 1a a l'Open de Suède Vårgårda TTT